# 愛德華·賓斯
愛德華·伯恩斯（英語：Edward Burns，1968年1月29日—），美國演員、導演及作家，生於紐約市皇后區伍德賽德。
出身天主教愛爾蘭人家庭，父親是紐約市警局的新聞官，母親是美國聯邦航空總署公務員，任職於甘迺迪機場。曾於紐約州立大學奧尼昂塔學院入讀英國文學。後轉至曼哈頓的亨特學院，學習電影創作。1989年與瑪克辛·巴斯（Maxine Bahns）交往，畢業後，花費美金三萬元，創作一支愛爾蘭移民家庭生活的影片《麥克馬龍兄弟》（The Brother's McMullen），1995年的日舞影展上脫穎而出，取得了「大評審團獎」。
接著，伯恩斯導演了影片《愛是惟一》（She's the One），耗資近美金三百萬元。除《麥克馬龍兄弟》原團隊外，伯恩斯啟用了兩位小演員珍妮佛·安妮斯頓（Jennifer Aniston）與卡梅隆·迪亞茲（Cameron Diaz）的浪漫喜劇片，也獲得成功。不久，伯恩斯又投入了《芳心愛自由》（No Looking Back）的創作。
1997，他與瑪克辛·巴斯八年情斷，並參演了史蒂芬·史匹柏執導的知名電影《搶救雷恩大兵》。後開始與海瑟·葛拉罕交往，後依然分手。
2001年與超級名模克莉絲蒂·杜靈頓交往，但分分合合，終於在2003年結婚，婚後育有二名子女。